# Port lotniczy Bandar Abbas
Port lotniczy Bandar Abbas (IATA: BND, ICAO: OIKB) – międzynarodowy port lotniczy położony w Bandar-e Abbas, w ostanie Hormozgan, w Iranie.

## Wypadki lotnicze
- Z portu lotniczego Bandar Abbas wystartował Airbus A300 lot Iran Air 655, który został zestrzelony 3 lipca 1988 roku przez amerykański krążownik USS „Vincennes”.
- Port lotniczy Bandar Abbas był miejscem docelowym irańskiego wojskowego samolotu C-130 Hercules. Maszyna rozbiła się o 10-piętrowy wieżowiec w Teheranie.
- Z portu lotniczego Bandar Abbas wystartował Tupolew Tu-154 M lot Iran Air Tours 945, który rozbił się przy podchodzeniu do lądowania na lotnisku w Meszhed.